# AAアパレシデンセ
AAアパレシデンセ (ポルトガル語: Associação Atlética Aparecidense) は、ブラジル・ゴイアス州アパレシダ・デ・ゴイアニアを本拠地とするサッカークラブである。

## 歴史
1985年10月22日設立。2002年、カンピオナート・ゴイアーノ3部で優勝。2010年カンピオナート・ゴイアーノ2部優勝。

## タイトル
- カンピオナート・ゴイアーノ2部 : 1回
  - 2010

- カンピオナート・ゴイアーノ3部 : 1回
  - 2002

## 歴代所属選手
- ニヴァウド 2004
- ゼ・カルロス 2012
- ドド 2013
- エヴァンドロ 2014
- トジン 2014
- マルセロ・ラバルテ 2014-2015